# Jail (album)
Pour les articles homonymes, voir Jail.
Jail, sorti en 2011, est un album du groupe Sideburn.

## Liste des titres
1. Live To Rock
2. Devil And Angel
3. One Night Stand
4. Rock'n'roller
5. Lazy Daisy
6. Jail
7. Chase The Rainbow
8. The Red Knight
9. Long beard And Boogie
10. Good Boy
11. Kiss Of Death
12. Creedence Vibe